# Aedes churchillensis
Aedes churchillensis är en tvåvingeart som beskrevs av Ellis och Brust 1973. Aedes churchillensis ingår i släktet Aedes och familjen stickmyggor. Inga underarter finns listade i Catalogue of Life.